# Фторид нитрила
Фторид нитрила — неорганическое соединение, соль, образуемая нитроил-ионом и остатком фтористоводородной кислоты с формулой (NO2)F, бесцветный газ, реагирует с водой.

## Получение
- Реакция оксида азота с фтором:

{\displaystyle {\mathsf {2NO_{2}+F_{2}\ {\xrightarrow {}}\ 2(NO_{2})F}}}
- Окисление фторида нитрозила озоном:

{\displaystyle {\mathsf {(NO)F+O_{3}\ {\xrightarrow {}}\ (NO_{2})F+O_{2}}}}
- Реакция оксида азота с трифторид-оксид азотом:

{\displaystyle {\mathsf {2NO_{2}+(NO)F_{3}\ \xrightarrow {} \ 2(NO_{2})F+(NO)F}}}

## Физические свойства
Фторид нитрила — бесцветный газ, гидролизуется водой.
С безводным фтористым водородом образует аддукты вида (NO)F•n HF.

## Химические свойства
- При нагревании разлагается:

{\displaystyle {\mathsf {2(NO_{2})F\ {\xrightarrow {300^{o}C}}\ 2(NO)F+O_{2}}}}
- Гидролизуется водой:

{\displaystyle {\mathsf {(NO_{2})F+H_{2}O\ {\xrightarrow {}}\ HNO_{3}+HF}}}
- Реагирует с щелочами:

{\displaystyle {\mathsf {(NO_{2})F+2NaOH\ {\xrightarrow {}}\ NaNO_{3}+NaF+H_{2}O}}}
- Реагирует с кремнием:

{\displaystyle {\mathsf {4(NO_{2})F+3Si\ \xrightarrow {} \ SiF_{4}+4NO+2SiO_{2}}}}
- Окисляет металлы:

{\displaystyle {\mathsf {3(NO_{2})F+2Fe\ {\xrightarrow {150-200^{o}C}}\ Fe_{2}O_{3}+3(NO)F}}}